# Elegia a la mort de la meva filla Olga
Elegia a la mort de la meva filla Olga, JW 4/30 (en txec: Elegie na smrt dcery Olgy) és una cantata per a tenor, cor mixt i piano, escrita pel compositor txec Leoš Janáček el 1903. Va ser escrita per commemorar la mort de la filla del compositor, Olga Janáčková. Janáček va compondre la peça sobre un text de la professora russa Marfa Nikolayevna Veveritsa.

## Antecedents
Olga era la filla primogènita de Leoš i Zdenka Janáček. Va néixer el 15 d'agost de 1882 a Brno. Des de la seva infància, va mostrar un talent notable en diverses arts, encara que no en la música (que va provocar una lleu decepció del seu pare). La seva mare després va recordar que "[Olga] va créixer en una preciosa nena. La seva pell era delicada i suau, com flors de préssec; com el seu pare, tenia un clotet a la barbeta". Malauradament, la seva salut era pobra des de ben petita i el seu estat físic va causar molta ansietat als seus pares. Als sis anys, es va posar malalta d'inflamació a les articulacions. Es va recuperar, però, la malaltia va afectar negativament el funcionament del cor. La situació va empitjorar després que el seu germà petit Vladimír morís el novembre de 1890. Olga va seguir sent l'única filla dels seus pares, i també l'únic vincle que connectava els membres de la família.
Leoš Janáček i la seva filla, amants admiradors i partidaris de la cultura russa, van ser membres del cercle rus a Brno. El març de 1902, el compositor va acompanyar Olga a Sant Petersburg, per aprofundir en els seus coneixements de llengua russa i fer-la familiaritzar amb la vida i la societat russa. El seu germà František hi va treballar com a professor. Un mes després, l'Olga va caure malalta de febre tifoide. La seva salut es va deteriorar ràpidament i es va veure obligada a tornar a Brno el juliol del mateix any. Després del seu retorn, va passar un temps a Hukvaldy per recuperar-se; tanmateix, la seva malaltia va reaparèixer amb noves i pitjors complicacions. Després de mesos de patiment, Olga Janáčková va morir el 26 de febrer de 1903.
Els seus pares estaven completament devastats. Janáček, ple de dolor i desesperació, es va estirar els cabells i va cridar: "Ànima meva, ànima meva!". Zdenka després va recordar la seva solitud i la seva desesperació en els seus records: "Vam quedar al nostre menjador sols. Abandonats, en silenci. Vaig mirar Leoš. Va seure davant meu, destruït, prim i amb els cabells grisos."
Janáček va dedicar dues de les seves obres a la seva filla. Va inscriure la primera reducció de piano publicada de l'òpera Jenůfa, la seva primera obra magistral i la composició que després li van obrir el camí als teatres d'òpera mundials, "A la memòria d'Olga Janáčková".
El segon treball, l'Elegia, es va inspirar en el seu amor comú a la cultura russa. Va ser composta amb els versos originals russos escrits per Marfa Veveritsa, membre del cercle rus i amiga de l'Olga. La composició es va completar el 28 d'abril de 1903, però Janáček després (el març de 1904) va modificar-ne algunes parts. Aparentment, l'Elegia es va compondre directament amb l'original rus i va ser traduïda per B. Zavadil. Es va estrenar després de la mort de Janáček, el 20 de desembre de 1930, a la Ràdio de Brno. El manuscrit de la composició no es va conservar. La durada del treball és d'aproximadament 6 minuts.

## Enregistraments
- Janáček, Leoš: Věčné evangelium [L'Evangeli etern] [CD]. Supraphon SU-3314-2211.